# اتحادیه ایتولی

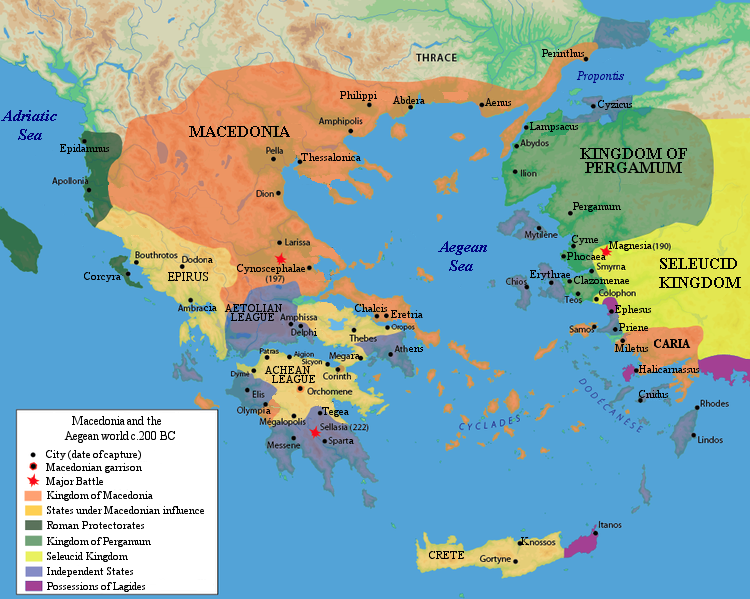
قلمرو اتحاد ایتولی در سال ۲۰۰ قبل از میلاد.

اتحاد ایتولی یا لیگ اتولیا یک کنفدراسیون از جوامع قبیله‌ای و شهرها در یونان باستان با مرکزیت اتولیا در یونان مرکزی بود این اتحادیه احتمالاً در مخالفت با مقدونیه و اتحاد با هخامنشیان در اوایل دوران هلنیسم تأسیس شد. دو نشست سالانه در ترمیکا و پاناتولیکا برگزار می‌شد. این اتحادیه دلفی را در سال۲۹۰ قبل از میلاد اشغال کرد و به‌طور پیوسته سرزمین تحت تصرفش را گسترش می‌داد تا اینکه در پایان قرن ۳ قبل از میلاد، کل یونان مرکزی را به استثنای آتیکا و بئوتیا تصرف کرد. در اوج خود، قلمرو اتحادیه شامل لوکریس، مالیس، دولوپس، مناطقی از تسالالی، فوکیس و آکارنانیا بود. در دوره اخیر تاریخش برخی از شهرهای یونان به اتحادیه پیوستند در این میان می‌توان از شهرهایی مانند شهرهای آرکادیان مانتینه ،تگی، فیگالیا و کیدونیا در کرت یاد کرد.
در طول دوران باستان، ایتولی‌ها مورد توجه دیگر یونانیان نبودند، زیرا آنها را نیمه بربر و وحشی می‌دانستند اتحادیه آنها از ساختار سیاسی و اداری پیچیده‌ای برخوردار بود و ارتش‌های آنها به راحتی باسایر قدرت‌های یونان برابری داشت. با این حال، در دوره هلنیستی، آنها به عنوان یک کشور مستقل در یونان مرکزی ظهور کردند و با الحاق داوطلبانه چندین دولت شهر یونان به اتحادیه‌شان گسترش یافتند. در این دوره باز هم، اتحادیه ایتولی علیه مقدونی‌ها مبارزه می‌کرد که به اتحاد با روم منجر شد و خود منتهی به فتح نهایی یونان توسط رومی‌ها شد.

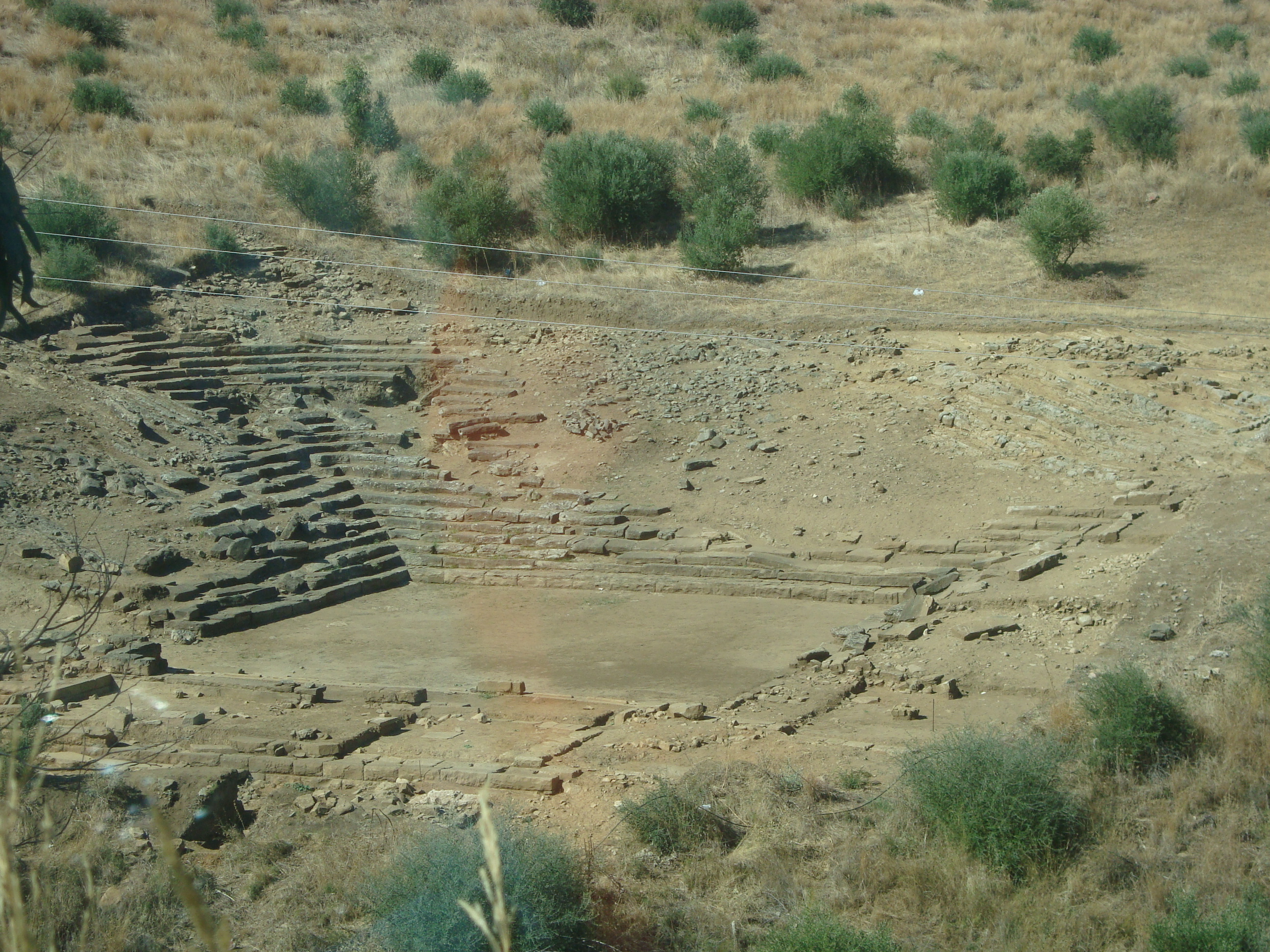
, تئاتر کالیدون، اتولیا

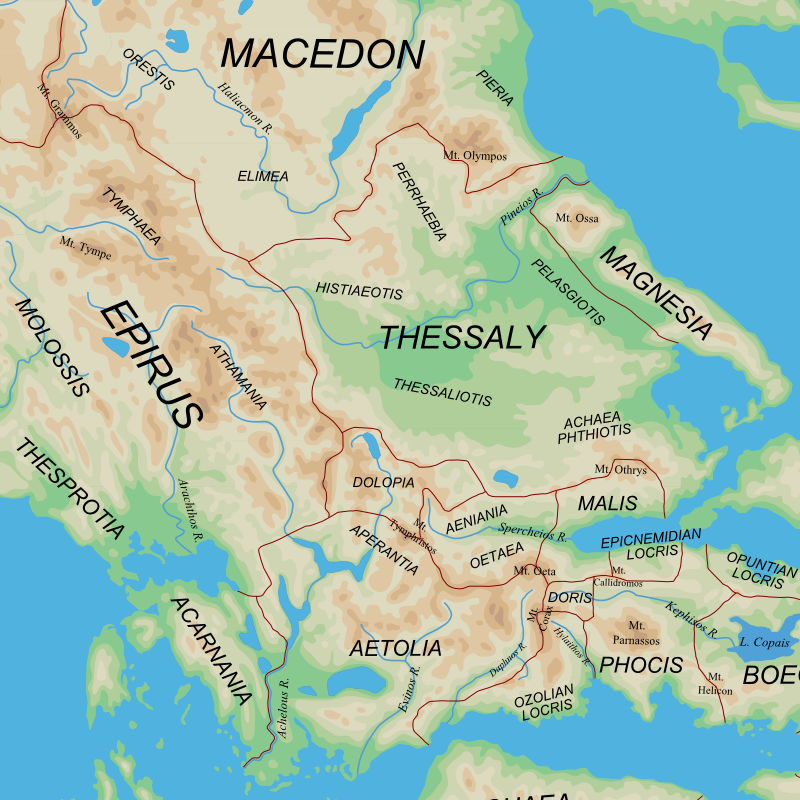
l مناطق باستان یونان مرکزی از جمله اتولیا، قبل از گسترش آن